# Setoarthopyrenia
Setoarthopyrenia is een monotypisch geslacht van schimmels behorend tot de familie Roussoellaceae. Het bevat alleen Setoarthopyrenia chromolaenae.